# Rezerwat przyrody Malenovický kotel
Rezerwat przyrody Malenovický kotel (cz. Přírodní rezervace Malenovický kotel) – rezerwat przyrody w Czechach, w kraju morawsko-śląskim, w powiecie Frydek-Mistek, w Malenowicach. Powstał w 2004 i obejmuje 145,9924 ha powierzchni w granicach CHKO Beskidy, nieopodal Łysej Góry.
Rezerwat chroni geomorfologiczny obszar zlewiska potoku Satina. Na jego obszarze znajduje się również pomnik przyrody „Vodopády Satiny“.